# المحدة (حجة)
المحدة هي إحدى قرى الجمهورية اليمنية. وهي تتبع جغرافيًا لمحافظة حجة. وإداريًا لمديرية كعيدنه. يبلغ تعداد سكانها 1652 نسمة حسب الإحصاء الذي جرى عام 2004.